# Canyon Lake (Kalifornia)
Canyon Lake – miasto w Stanach Zjednoczonych, w stanie Kalifornia, w hrabstwie Riverside. Według spisu ludności przeprowadzonego przez United States Census Bureau w roku 2010 w Canyon Lake mieszka 10 561 mieszkańców.